# Matthias Phaëton
Matthias Jean Phaëton (Colombes, Francia, 8 de enero de 2000) es un futbolista profesional que juega como delantero en el F. C. Zürich de la Superliga de Suiza. Representa a la selección de fútbol de Guadalupe.

## Clubes
Siendo miembro del plantel juvenil del Stade Brestois 29, se fue por razones disciplinarias y se unió al E. A. Guingamp en enero de 2017. Hizo su debut profesional en una derrota por 5-0 en la Ligue 1 ante el F. C. Nantes el 4 de noviembre de 2018.
El 29 de junio de 2022 firmó un contrato de tres años con el Grenoble. Tras el primero de ellos se marchó a Bulgaria para jugar en el PFC CSKA Sofía. El 11 de julio de 2025 se marchó cedido al F. C. Zürich suizo.

## Selección nacional
Nacido en Francia, Phaëton es de ascendencia guadalupeña. Phaeton es un internacional juvenil de Francia y los representó en el Torneo Esperanzas de Toulon 2016 anotando cuatro goles en cinco juegos. Debutó con la selección nacional de Guadalupe oficialmente en una victoria por 2-0 en la clasificación para la Copa Oro de la CONCACAF 2021 sobre Bahamas el 3 de julio de 2021, donde anotó el primer gol de su equipo. Previamente había jugado un partido amistoso contra Martinica el 24 de junio de 2021.
| Número | Fecha               | Sede                                             | Adversario | Gol | Resultado | Competencia                                          |
| ------ | ------------------- | ------------------------------------------------ | ---------- | --- | --------- | ---------------------------------------------------- |
| 1      | 3 de julio de 2021  | Estadio DRV PNK, Fort Lauderdale, Estados Unidos | Bahamas    | 1-0 | 2-0       | Clasificación Copa Oro CONCACAF 2021                 |
| 2      | 6 de julio de2021   | Estadio DRV PNK, Fort Lauderdale, Estados Unidos | Guatemala  | 1-0 | 1-1       | Clasificación Copa Oro CONCACAF 2021                 |
| 3      | 20 de julio de 2021 | Estadio BBVA, Houston, Texas, Estados Unidos     | Surinam    | 1-1 | 1-2       | Copa Oro CONCACAF 2021                               |
| 4      | 26 de marzo de 2022 | Estadio Robert Bobin, Bondoufle, Francia         | Martinica  | 1-1 | 3-4       | Amistoso                                             |
| 5      | 12 de junio de 2022 | Stade René Serge Nabajoth, Les Abymes, Guadalupe | Barbados   | 2-0 | 2-1       | Liga B de la Liga de Naciones de la Concacaf 2022-23 |